# Forte Prenestina
Il Forte Prenestina è uno dei 15 forti di Roma, edificati nel periodo compreso fra gli anni 1877 e 1891.

Si trova nel quartiere Q. XIX Prenestino-Centocelle, nel territorio del Municipio Roma V.

## Storia
Fu costruito a partire dal 1880 e terminato nel 1884, su una superficie di 13,4 ha, al quarto km di via Prenestina, dalla quale prende il nome.
Nel 1977 è stato preso in consegna dal Comune di Roma, lasciandolo in stato di abbandono per molti anni.

Destinato nel piano regolatore generale comunale del 1962 a zona N (verde pubblico) nell'ultimo piano regolatore viene riconfermato a "verde pubblico e servizi pubblici di livello locale".
Dal 1º maggio 1986, il forte è occupato dal centro sociale autogestito CSOA Forte Prenestino.